# Projet parallèle

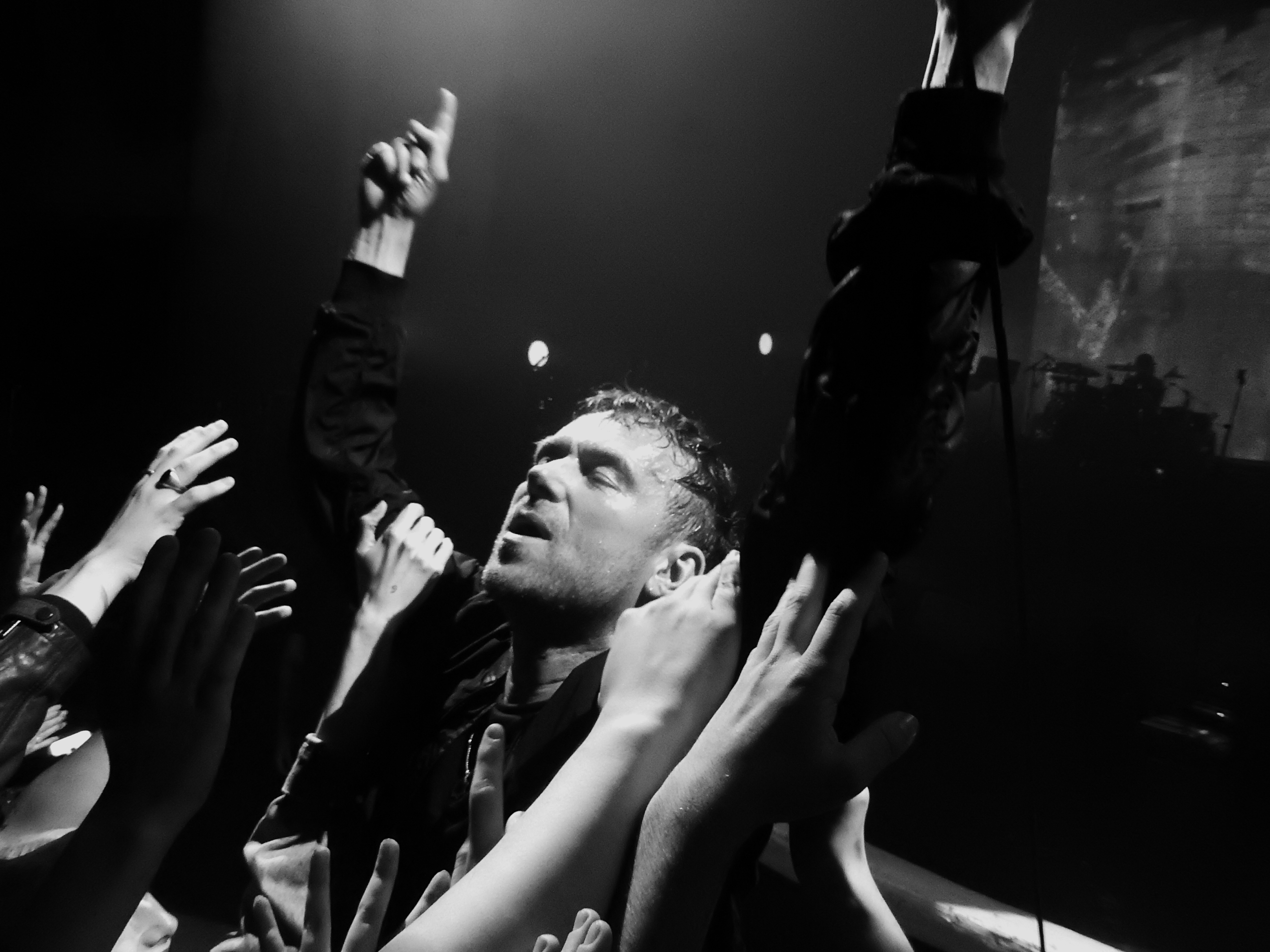
Gorillaz est un groupe ayant fait des projets parallèles.

En musique, un projet parallèle est un projet entrepris par une ou plusieurs personnes connues pour leur implication dans un autre groupe. Le terme peut également s'appliquer à un groupe qui décide de changer temporairement de style musical.
Généralement, ces projets mettent en avant un aspect différent des intérêts musicaux de la personne ou du groupe, lesquels estiment qu'il ne peuvent pas explorer ces aspects dans les limites établies par leur projet initial. Ils peuvent plus tard devenir des projets à temps plein mais ne doivent toutefois pas être confondu avec des départs d'un groupe afin de poursuivre une carrière solo ou le fait de rejoindre un autre groupe.
Le New York Times a décrit les projets parallèles comme étant « une rupture avec les autres membres du groupe, une chance de jouer avec différents genres et méthodes d'enregistrement ».